# اهی، کازان
اهی، کازان (به لاتین: Ahi, Kazan) یک  Köy  در ترکیه است که در استان آنکارا واقع شده‌است.